# Danh sách cầu thủ tham dự giải vô địch bóng đá U-20 Nam Mỹ 2017
Giải vô địch bóng đá trẻ Nam Mỹ 2017 là một giải thi đấu bóng đá quốc tế tổ chức ở Ecuador. 10 đội bóng tham gia phải đăng ký danh sách 23 cầu thủ; chỉ có các cầu thủ trong đội hình mới được tham gia giải đấu.
Các cầu thủ phải sinh sau ngày 1 tháng 1 năm 1997. Tuổi của cầu thủ được tính đến ngày khai mạc giải đấu.

## Bảng A

### Brasil
Huấn luyện viên: Rogério Micale
| 0#0 | Vị trí | Cầu thủ         | Ngày sinh và tuổi           | Câu lạc bộ          |
| --- | ------ | --------------- | --------------------------- | ------------------- |
| 1   | TM     | Lucas Perri     | 10 tháng 12, 1997 (19 tuổi) | São Paulo           |
| 2   | HV     | Dodô            | 17 tháng 11, 1998 (18 tuổi) | Coritiba            |
| 3   | HV     | Lucas Cunha     | 23 tháng 1, 1997 (19 tuổi)  | Braga B             |
| 4   | HV     | Lyanco          | 1 tháng 2, 1997 (19 tuổi)   | São Paulo           |
| 5   | TV     | Allan           | 3 tháng 3, 1997 (19 tuổi)   | Hertha              |
| 6   | HV     | Guilherme Arana | 14 tháng 4, 1997 (19 tuổi)  | Corinthians         |
| 7   | TV     | Caio Henrique   | 31 tháng 7, 1997 (19 tuổi)  | Atlético Madrid B   |
| 8   | TV     | Douglas Luiz    | 9 tháng 5, 1998 (18 tuổi)   | Vasco da Gama       |
| 9   | TĐ     | Felipe Vizeu    | 12 tháng 3, 1997 (19 tuổi)  | Flamengo            |
| 10  | TV     | Lucas Paquetá   | 27 tháng 8, 1997 (19 tuổi)  | Flamengo            |
| 11  | TĐ     | David Neres     | 3 tháng 3, 1997 (19 tuổi)   | São Paulo           |
| 12  | TM     | Cleiton         | 19 tháng 8, 1997 (19 tuổi)  | Atlético Mineiro    |
| 13  | HV     | Robson Bambu    | 12 tháng 11, 1997 (19 tuổi) | Santos              |
| 14  | HV     | Gabriel         | 19 tháng 12, 1997 (19 tuổi) | Avaí                |
| 15  | HV     | Léo Santos      | 9 tháng 12, 1998 (18 tuổi)  | Corinthians         |
| 16  | HV     | Rogério         | 13 tháng 1, 1998 (19 tuổi)  | Juventus Primavera  |
| 17  | TV     | Maycon          | 15 tháng 7, 1997 (19 tuổi)  | Corinthians         |
| 18  | TĐ     | Richarlison     | 10 tháng 5, 1997 (19 tuổi)  | Fluminense          |
| 19  | TĐ     | Léo Jabá        | 2 tháng 8, 1998 (18 tuổi)   | Corinthians         |
| 20  | TĐ     | Matheus Sávio   | 15 tháng 4, 1997 (19 tuổi)  | Flamengo            |
| 21  | TĐ     | Giovanny        | 19 tháng 7, 1997 (19 tuổi)  | Atlético Paranaense |
| 22  | TĐ     | Artur           | 15 tháng 2, 1998 (18 tuổi)  | Palmeiras           |
| 23  | TM     | Caíque          | 31 tháng 7, 1997 (19 tuổi)  | Vitória             |

### Chile
Huấn luyện viên: Héctor Robles
| 0#0 | Vị trí | Cầu thủ             | Ngày sinh và tuổi           | Câu lạc bộ                |
| --- | ------ | ------------------- | --------------------------- | ------------------------- |
| 1   | TM     | Gonzalo Collao      | 9 tháng 9, 1997 (19 tuổi)   | Universidad de Chile      |
| 2   | HV     | Raimundo Rebolledo  | 14 tháng 5, 1997 (19 tuổi)  | Universidad Católica      |
| 3   | HV     | Nicolás Ramírez     | 1 tháng 5, 1997 (19 tuổi)   | Universidad de Chile      |
| 4   | HV     | Cristián Gutiérrez  | 18 tháng 2, 1997 (19 tuổi)  | Colo-Colo                 |
| 5   | HV     | Diego González      | 29 tháng 4, 1998 (18 tuổi)  | O'Higgins                 |
| 6   | TV     | Yerko Leiva         | 14 tháng 6, 1998 (18 tuổi)  | Universidad de Chile      |
| 7   | TĐ     | Víctor Dávila       | 4 tháng 11, 1997 (19 tuổi)  | Huachipato                |
| 8   | TV     | Gabriel Suazo       | 9 tháng 8, 1997 (19 tuổi)   | Colo-Colo                 |
| 9   | TĐ     | Richard Paredes     | 4 tháng 12, 1997 (19 tuổi)  | Palestino                 |
| 10  | TĐ     | Jeisson Vargas      | 15 tháng 9, 1997 (19 tuổi)  | Estudiantes de la Plata   |
| 11  | TV     | Jaime Carreño       | 3 tháng 3, 1997 (19 tuổi)   | Universidad Católica      |
| 12  | TM     | Brayan Manosalva    | 14 tháng 1, 1997 (20 tuổi)  | Huachipato                |
| 13  | HV     | Francisco Sierralta | 6 tháng 5, 1997 (19 tuổi)   | Palestino                 |
| 14  | TV     | Ángelo Araos        | 6 tháng 1, 1997 (20 tuổi)   | Antofagasta               |
| 15  | TĐ     | Ignacio Jara        | 28 tháng 1, 1997 (19 tuổi)  | Cobreloa                  |
| 16  | TĐ     | Felipe Fritz        | 23 tháng 9, 1997 (19 tuổi)  | Universidad de Concepcion |
| 17  | TV     | Kevin Vásquez       | 27 tháng 6, 1997 (19 tuổi)  | Santiago Wanderers        |
| 18  | HV     | Nozomi Kimura       | 23 tháng 1, 1997 (19 tuổi)  | Santiago Morning          |
| 19  | TĐ     | Iván Morales        | 29 tháng 7, 1999 (17 tuổi)  | Colo-Colo                 |
| 20  | TV     | Adrián Cuadra       | 23 tháng 10, 1997 (19 tuổi) | Santiago Wanderers        |
| 21  | TV     | Carlos Lobos        | 21 tháng 2, 1997 (19 tuổi)  | Universidad Católica      |
| 22  | TĐ     | José Luis Sierra    | 24 tháng 6, 1997 (19 tuổi)  | Unión Española            |
| 23  | TM     | Zacarías López      | 30 tháng 6, 1998 (18 tuổi)  | San Marcos de Arica       |

### Colombia
Huấn luyện viên: Carlos Restrepo
| 0#0 | Vị trí | Cầu thủ               | Ngày sinh và tuổi           | Câu lạc bộ             |
| --- | ------ | --------------------- | --------------------------- | ---------------------- |
| 1   | TM     | Luis García           | 20 tháng 3, 1998 (18 tuổi)  | Rayo Vallecano         |
| 2   | HV     | Carlos Cuesta         | 9 tháng 3, 1999 (17 tuổi)   | Atlético Nacional      |
| 3   | HV     | Jorge Segura          | 18 tháng 1, 1997 (19 tuổi)  | Envigado               |
| 4   | HV     | Joan Castro           | 13 tháng 1, 1997 (20 tuổi)  | Llaneros               |
| 5   | HV     | Anderson Arroyo       | 27 tháng 9, 1999 (17 tuổi)  | Fortaleza              |
| 6   | TV     | Daniel Rojano         | 25 tháng 4, 1997 (19 tuổi)  | Once Caldas            |
| 7   | TĐ     | Julián Quiñones       | 24 tháng 3, 1997 (19 tuổi)  | Tigres UANL            |
| 8   | TV     | Kevin Balanta         | 28 tháng 4, 1997 (19 tuổi)  | Deportivo Cali         |
| 9   | TĐ     | Damir Ceter           | 2 tháng 11, 1997 (19 tuổi)  | Santa Fe               |
| 10  | TV     | Juan Camilo Hernández | 20 tháng 4, 1999 (17 tuổi)  | América de Cali        |
| 11  | TĐ     | Michael Gómez         | 4 tháng 4, 1997 (19 tuổi)   | Envigado               |
| 12  | TM     | Manuel Arias          | 12 tháng 12, 1997 (19 tuổi) | Cortuluá               |
| 13  | TV     | Éver Valencia         | 23 tháng 1, 1997 (19 tuổi)  | Independiente Medellín |
| 14  | HV     | Breiner Paz           | 27 tháng 9, 1997 (19 tuổi)  | Millonarios            |
| 15  | HV     | Leyser Chaverra       | 1 tháng 4, 1997 (19 tuổi)   | Universitario Popayán  |
| 16  | TV     | Christian Mina        | 14 tháng 4, 1997 (19 tuổi)  | Deportes Quindío       |
| 17  | TV     | Luis Fernando Díaz    | 13 tháng 1, 1997 (20 tuổi)  | Barranquilla           |
| 18  | TV     | Jhon Harold Balanta   | 16 tháng 3, 1998 (18 tuổi)  | Universitario Popayán  |
| 19  | TĐ     | Jorge Obregón         | 29 tháng 3, 1997 (19 tuổi)  | Santa Fe               |
| 20  | TV     | Eduard Atuesta        | 18 tháng 6, 1997 (19 tuổi)  | Independiente Medellín |
| 21  | TV     | Juan Pablo Ramírez    | 23 tháng 11, 1997 (19 tuổi) | Atlético Nacional      |
| 22  | HV     | Gabriel Fuentes       | 9 tháng 2, 1997 (19 tuổi)   | Barranquilla           |
| 23  | TM     | Jaime Mora            | 12 tháng 6, 1997 (19 tuổi)  | Real Santander         |

### Ecuador
Huấn luyện viên: José Javier Rodríguez Mayorga
| 0#0 | Vị trí | Cầu thủ               | Ngày sinh và tuổi           | Câu lạc bộ              |
| --- | ------ | --------------------- | --------------------------- | ----------------------- |
| 1   | TM     | José Gabriel Cevallos | 19 tháng 3, 1998 (18 tuổi)  | L.D.U. Quito            |
| 2   | HV     | Jhonner Montezuma     | 11 tháng 1, 1998 (19 tuổi)  | Barcelona               |
| 3   | HV     | Joel Quintero         | 25 tháng 9, 1998 (18 tuổi)  | Emelec                  |
| 4   | HV     | Kevin Minda           | 21 tháng 11, 1998 (18 tuổi) | L.D.U. Quito            |
| 5   | TV     | Juan Nazareno         | 18 tháng 8, 1998 (18 tuổi)  | Independiente del Valle |
| 6   | HV     | Pervis Estupiñán      | 21 tháng 1, 1998 (18 tuổi)  | Granada B               |
| 7   | TĐ     | Washington Corozo     | 9 tháng 7, 1998 (18 tuổi)   | Independiente del Valle |
| 8   | TV     | Wilter Ayoví          | 17 tháng 4, 1997 (19 tuổi)  | Independiente del Valle |
| 9   | TĐ     | Herlin Lino           | 6 tháng 2, 1997 (19 tuổi)   | Barcelona               |
| 10  | TV     | Bryan Cabezas         | 20 tháng 3, 1997 (19 tuổi)  | Atalanta                |
| 12  | TM     | Giancarlos Terreros   | 14 tháng 5, 1998 (18 tuổi)  | Barcelona               |
| 14  | TV     | Renny Jaramillo       | 12 tháng 6, 1998 (18 tuổi)  | Independiente del Valle |
| 15  | TV     | Jordan Sierra         | 23 tháng 4, 1997 (19 tuổi)  | Delfín                  |
| 16  | TV     | Adolfo Muñoz          | 12 tháng 12, 1997 (19 tuổi) | El Nacional             |
| 17  | TV     | Joao Rojas            | 16 tháng 8, 1997 (19 tuổi)  | Emelec                  |
| 18  | HV     | William Vargas        | 12 tháng 6, 1997 (19 tuổi)  | Boca Juniors            |
| 19  | TĐ     | Jordy Caicedo         | 18 tháng 11, 1997 (19 tuổi) | Universidad Católica    |
| 20  | TV     | Jhegson Méndez        | 26 tháng 4, 1997 (19 tuổi)  | Independiente del Valle |
| 21  | HV     | Luis Segovia          | 26 tháng 10, 1997 (19 tuổi) | El Nacional             |
| 22  | TM     | Omar Carabalí         | 12 tháng 6, 1997 (19 tuổi)  | Colo-Colo               |
| 23  | HV     | Félix Torres          | 11 tháng 1, 1997 (20 tuổi)  | Barcelona               |
|     | TĐ     | Jhon Pereira          | 3 tháng 9, 1998 (18 tuổi)   | Aucas                   |
|     | HV     | Byron Castillo        | 10 tháng 11, 1998 (18 tuổi) | Barcelona               |

Jhon Pereira (11) and Byron Castillo (13) were excluded.

### Paraguay
Huấn luyện viên: Pedro Sarabia
| 0#0 | Vị trí | Cầu thủ            | Ngày sinh và tuổi           | Câu lạc bộ    |
| --- | ------ | ------------------ | --------------------------- | ------------- |
| 1   | TM     | Óscar Benítez      | 10 tháng 7, 1998 (18 tuổi)  | Rubio Ñu      |
| 2   | HV     | Rodi Ferreira      | 29 tháng 5, 1998 (18 tuổi)  | Olimpia       |
| 3   | HV     | Marcelo Arce       | 24 tháng 3, 1998 (18 tuổi)  | Olimpia       |
| 4   | HV     | Blas Riveros       | 3 tháng 2, 1998 (18 tuổi)   | Basel         |
| 5   | HV     | Saúl Salcedo       | 29 tháng 8, 1997 (19 tuổi)  | Olimpia       |
| 6   | TV     | Cristian Paredes   | 18 tháng 5, 1998 (18 tuổi)  | América       |
| 7   | TĐ     | Julio Villalba     | 11 tháng 9, 1998 (18 tuổi)  | Cerro Porteño |
| 8   | TV     | Jorge Morel        | 22 tháng 1, 1998 (18 tuổi)  | Guaraní       |
| 9   | TĐ     | Pedro Báez         | 15 tháng 1, 1997 (20 tuổi)  | Cerro Porteño |
| 10  | TĐ     | Josué Colmán       | 25 tháng 7, 1998 (18 tuổi)  | Cerro Porteño |
| 11  | TV     | Jesús Medina       | 30 tháng 4, 1997 (19 tuổi)  | Libertad      |
| 12  | TM     | Fabio Morán        | 25 tháng 1, 1997 (19 tuổi)  | Cerro Porteño |
| 13  | HV     | Richard Escobar    | 18 tháng 1, 1997 (19 tuổi)  | Guaraní       |
| 14  | HV     | Ricardo Garay      | 7 tháng 3, 1997 (19 tuổi)   | 3 de Febrero  |
| 15  | TV     | Rodrigo Bogarín    | 24 tháng 5, 1997 (19 tuổi)  | Guaraní       |
| 16  | TĐ     | Guillermo Paiva    | 17 tháng 8, 1997 (19 tuổi)  | 3 de Febrero  |
| 17  | TĐ     | Leandro Flecha     | 5 tháng 3, 1997 (19 tuổi)   | Libertad      |
| 18  | TV     | Mathías Villasanti | 24 tháng 1, 1997 (19 tuổi)  | Cerro Porteño |
| 19  | TĐ     | Sebastián Ferreira | 13 tháng 2, 1998 (18 tuổi)  | Olimpia       |
| 20  | TV     | Richard Prieto     | 25 tháng 1, 1997 (19 tuổi)  | General Díaz  |
| 21  | HV     | Sergio Ávalos      | 25 tháng 10, 1997 (19 tuổi) | General Díaz  |
| 22  | TM     | Marino Arzamendia  | 19 tháng 1, 1998 (18 tuổi)  | Olimpia       |
| 23  | HV     | Pablo Meza         | 29 tháng 1, 1997 (19 tuổi)  | General Díaz  |

## Bảng B

### Argentina
Huấn luyện viên: Claudio Úbeda
| 0#0 | Vị trí | Cầu thủ            | Ngày sinh và tuổi          | Câu lạc bộ          |
| --- | ------ | ------------------ | -------------------------- | ------------------- |
| 1   | TM     | Ramiro Macagno     | 18 tháng 3, 1997 (19 tuổi) | Atlético de Rafaela |
| 2   | HV     | Cristian Romero    | 27 tháng 4, 1998 (18 tuổi) | Belgrano            |
| 3   | HV     | Milton Valenzuela  | 13 tháng 8, 1998 (18 tuổi) | Newell's Old Boys   |
| 4   | HV     | Nahuel Molina      | 6 tháng 4, 1998 (18 tuổi)  | Boca Juniors        |
| 5   | TV     | Santiago Ascacibar | 25 tháng 2, 1997 (19 tuổi) | Estudiantes         |
| 6   | HV     | Lisandro Martínez  | 18 tháng 1, 1998 (18 tuổi) | Newell's Old Boys   |
| 7   | TV     | Lucas Rodríguez    | 27 tháng 4, 1997 (19 tuổi) | Estudiantes         |
| 8   | TV     | Pedro Ojeda        | 5 tháng 11, 1997 (19 tuổi) | Rosario Central     |
| 9   | TĐ     | Lautaro Martínez   | 22 tháng 8, 1997 (19 tuổi) | Racing              |
| 10  | TV     | Ezequiel Barco     | 29 tháng 3, 1999 (17 tuổi) | Independiente       |
| 11  | TĐ     | Braian Mansilla    | 16 tháng 4, 1997 (19 tuổi) | Racing              |
| 12  | TM     | Facundo Cambeses   | 9 tháng 4, 1997 (19 tuổi)  | Banfield            |
| 13  | HV     | Juan Foyth         | 12 tháng 1, 1998 (19 tuổi) | Estudiantes         |
| 14  | HV     | Nicolás Zalazar    | 29 tháng 1, 1997 (19 tuổi) | San Lorenzo         |
| 15  | TV     | Franco Moyano      | 13 tháng 9, 1997 (19 tuổi) | San Lorenzo         |
| 16  | TV     | Julián Chicco      | 13 tháng 1, 1998 (19 tuổi) | Boca Juniors        |
| 17  | TV     | Tomás Belmonte     | 27 tháng 5, 1998 (18 tuổi) | Lanús               |
| 18  | TV     | Joaquín Pereyra    | 1 tháng 12, 1998 (18 tuổi) | Rosario Central     |
| 19  | TV     | Federico Zaracho   | 10 tháng 3, 1998 (18 tuổi) | Racing              |
| 20  | TĐ     | Tomás Conechny     | 30 tháng 3, 1998 (18 tuổi) | San Lorenzo         |
| 21  | TĐ     | Marcelo Torres     | 6 tháng 11, 1997 (19 tuổi) | Boca Juniors        |
| 22  | TĐ     | Ramón Mierez       | 13 tháng 5, 1997 (19 tuổi) | Tigre               |
| 23  | TM     | Franco Petroli     | 11 tháng 6, 1998 (18 tuổi) | River Plate         |

### Bolivia
Huấn luyện viên: Marco Sandy
| 0#0 | Vị trí | Cầu thủ               | Ngày sinh và tuổi           | Câu lạc bộ           |
| --- | ------ | --------------------- | --------------------------- | -------------------- |
| 1   | TM     | Rubén Cordano         | 16 tháng 10, 1998 (18 tuổi) | Blooming             |
| 2   | HV     | Juan Mercado          | 6 tháng 1, 1997 (20 tuổi)   | Guabirá              |
| 3   | TV     | José María Carrasco   | 16 tháng 8, 1997 (19 tuổi)  | Blooming             |
| 4   | HV     | Sebastián Reyes       | 12 tháng 3, 1997 (19 tuổi)  | Petrolero            |
| 5   | HV     | Luis Haquín           | 15 tháng 11, 1997 (19 tuổi) | Oriente Petrolero    |
| 6   | HV     | Brandon Torrico       | 30 tháng 9, 1998 (18 tuổi)  | Elche Ilicitano      |
| 7   | TĐ     | Junior Robledo        | 11 tháng 7, 1997 (19 tuổi)  | Blooming             |
| 8   | TV     | Moisés Villarroel     | 7 tháng 9, 1998 (18 tuổi)   | Bolívar              |
| 9   | TĐ     | Ronaldo Monteiro      | 11 tháng 1, 1998 (19 tuổi)  | Bolívar              |
| 10  | TV     | Ramiro Vaca           | 1 tháng 7, 1999 (17 tuổi)   | Quebracho            |
| 11  | TĐ     | Bruno Miranda         | 10 tháng 2, 1998 (18 tuổi)  | Universidad de Chile |
| 12  | TM     | Leonardo Claros       | 4 tháng 3, 1998 (18 tuổi)   | Bolívar              |
| 13  | TV     | Carlos Ribera         | 6 tháng 2, 1997 (19 tuổi)   | Guabirá              |
| 14  | TV     | Carlos Daniel Roca    | 11 tháng 5, 1997 (19 tuổi)  | Mariscal Sucre       |
| 15  | TĐ     | Cristhian Quintanilla | 24 tháng 5, 1997 (19 tuổi)  | Aurora               |
| 16  | HV     | Harry Céspedes        | 21 tháng 7, 1997 (19 tuổi)  | Santa Cruz           |
| 17  | TV     | Marcelo Velasco       | 5 tháng 2, 1998 (18 tuổi)   | Blooming             |
| 18  | TĐ     | Marcos de Lima        | 10 tháng 6, 1997 (19 tuổi)  | Blooming             |
| 19  | TĐ     | Delfín Panique        | 17 tháng 2, 1997 (19 tuổi)  | Sport Boys           |
| 20  | TV     | Limberg Gutiérrez     | 12 tháng 6, 1998 (18 tuổi)  | Nacional             |
| 21  | TV     | Clovis Roca           | 21 tháng 9, 1997 (19 tuổi)  | Blooming             |
| 22  | TV     | Henry Vaca            | 27 tháng 1, 1998 (18 tuổi)  | O'Higgins            |
| 23  | TM     | Jesús Careaga         | 20 tháng 5, 1997 (19 tuổi)  | San José             |

### Peru
Huấn luyện viên: Fernando Nogara
| 0#0 | Vị trí | Cầu thủ             | Ngày sinh và tuổi           | Câu lạc bộ                       |
| --- | ------ | ------------------- | --------------------------- | -------------------------------- |
| 1   | TM     | Pedro Ynamine       | 14 tháng 10, 1998 (18 tuổi) | Universidad San Martín de Porres |
| 2   | HV     | Ronaldo Andía       | 9 tháng 7, 1997 (19 tuổi)   | Sport Huancayo                   |
| 3   | HV     | José Luján          | 12 tháng 1, 1997 (20 tuổi)  | Universidad San Martín de Porres |
| 4   | HV     | Gianfranco Chávez   | 10 tháng 8, 1998 (18 tuổi)  | Sporting Cristal                 |
| 5   | HV     | Aldair Fuentes      | 25 tháng 4, 1998 (18 tuổi)  | Alianza Lima                     |
| 6   | TV     | Cristian Sánchez    | 5 tháng 4, 1999 (17 tuổi)   | Sporting Cristal                 |
| 7   | TV     | Gerald Távara       | 25 tháng 3, 1999 (17 tuổi)  | Sporting Cristal                 |
| 8   | TĐ     | Bryan Reyna         | 23 tháng 8, 1998 (18 tuổi)  | Mallorca B                       |
| 9   | TĐ     | Luis Iberico        | 6 tháng 2, 1998 (18 tuổi)   | Universidad San Martín de Porres |
| 10  | TV     | Raúl Tito           | 5 tháng 9, 1997 (19 tuổi)   | Universitario                    |
| 11  | TV     | Roberto Siucho      | 7 tháng 2, 1997 (19 tuổi)   | Universitario                    |
| 12  | TM     | Ángel Zamudio       | 21 tháng 4, 1997 (19 tuổi)  | Unión Comercio                   |
| 13  | TV     | Rudy Palomino       | 23 tháng 7, 1998 (18 tuổi)  | Cienciano                        |
| 14  | TV     | Miguel Castro       | 16 tháng 8, 1997 (19 tuổi)  | Juan Aurich                      |
| 15  | TV     | Juan Huangal        | 29 tháng 1, 1997 (19 tuổi)  | Sporting Cristal                 |
| 16  | TĐ     | Fernando Pacheco    | 26 tháng 6, 1999 (17 tuổi)  | Sporting Cristal                 |
| 17  | TĐ     | Kevin Quevedo       | 22 tháng 2, 1997 (19 tuổi)  | Universitario                    |
| 18  | HV     | Mark Estrella       | 1 tháng 11, 1997 (19 tuổi)  | Universidad San Martín de Porres |
| 19  | TĐ     | Adrián Ugarriza     | 1 tháng 1, 1997 (20 tuổi)   | Universitario                    |
| 20  | TV     | José Aldair Cotrina | 8 tháng 8, 1997 (19 tuổi)   | Alianza Lima                     |
| 21  | TM     | Carlos Gómez        | 18 tháng 9, 1997 (19 tuổi)  | Alianza Lima                     |
| 22  | TĐ     | Rely Fernández      | 2 tháng 11, 1997 (19 tuổi)  | Carlos A. Mannucci               |
| 23  | HV     | Marcos López        | 20 tháng 11, 1999 (17 tuổi) | Universidad San Martín de Porres |

### Uruguay
Huấn luyện viên: Fabián Coito
| 0#0 | Vị trí | Cầu thủ               | Ngày sinh và tuổi           | Câu lạc bộ        |
| --- | ------ | --------------------- | --------------------------- | ----------------- |
| 1   | TM     | Santiago Mele         | 6 tháng 9, 1997 (19 tuổi)   | Fénix             |
| 2   | HV     | Santiago Bueno        | 9 tháng 11, 1998 (18 tuổi)  | Peñarol           |
| 3   | HV     | Nicolás Rodríguez     | 20 tháng 8, 1998 (18 tuổi)  | Nacional          |
| 4   | HV     | José Luis Rodríguez   | 14 tháng 3, 1997 (19 tuổi)  | Danubio           |
| 5   | HV     | Mathías Olivera       | 31 tháng 10, 1997 (19 tuổi) | Atenas            |
| 6   | TV     | Marcelo Saracchi      | 23 tháng 4, 1998 (18 tuổi)  | Danubio           |
| 7   | TĐ     | Joaquín Ardaiz        | 11 tháng 1, 1999 (18 tuổi)  | Danubio           |
| 8   | TV     | Carlos Benavídez      | 30 tháng 3, 1998 (18 tuổi)  | Defensor Sporting |
| 9   | TĐ     | Nicolás Schiappacasse | 12 tháng 1, 1999 (18 tuổi)  | Atlético Madrid B |
| 10  | TĐ     | Rodrigo Amaral        | 25 tháng 3, 1997 (19 tuổi)  | Nacional          |
| 11  | TV     | Nicolás de la Cruz    | 1 tháng 6, 1997 (19 tuổi)   | Liverpool         |
| 12  | TM     | Juan Tinaglini        | 9 tháng 11, 1998 (18 tuổi)  | River Plate       |
| 13  | HV     | Emanuel Gularte       | 30 tháng 9, 1997 (19 tuổi)  | Wanderers         |
| 14  | TV     | Nicolás Fernández     | 2 tháng 3, 1998 (18 tuổi)   | Fénix             |
| 15  | TV     | Facundo Waller        | 9 tháng 4, 1997 (19 tuổi)   | Plaza Colonia     |
| 16  | TĐ     | Diego Rossi           | 5 tháng 3, 1998 (18 tuổi)   | Peñarol           |
| 17  | HV     | Matías Viña           | 9 tháng 11, 1997 (19 tuổi)  | Nacional          |
| 18  | HV     | Agustín Rogel         | 17 tháng 10, 1997 (19 tuổi) | Nacional          |
| 19  | TĐ     | Agustín Canobbio      | 1 tháng 10, 1998 (18 tuổi)  | Fénix             |
| 20  | TV     | Rodrigo Bentancur     | 25 tháng 6, 1997 (19 tuổi)  | Boca Juniors      |
| 21  | TV     | Santiago Viera        | 4 tháng 6, 1998 (18 tuổi)   | Liverpool         |
| 22  | HV     | Agustín Sant'Anna     | 27 tháng 9, 1997 (19 tuổi)  | Cerro             |
| 23  | TM     | Adriano Freitas       | 17 tháng 6, 1997 (19 tuổi)  | Peñarol           |

### Venezuela
Huấn luyện viên: Rafael Dudamel
| 0#0 | Vị trí | Cầu thủ            | Ngày sinh và tuổi           | Câu lạc bộ             |
| --- | ------ | ------------------ | --------------------------- | ---------------------- |
| 1   | TM     | Wuilker Faríñez    | 18 tháng 7, 1998 (18 tuổi)  | Caracas                |
| 2   | HV     | Williams Velásquez | 4 tháng 4, 1997 (19 tuổi)   | Estudiantes de Caracas |
| 3   | HV     | Eduin Quero        | 22 tháng 4, 1997 (19 tuổi)  | Deportivo Táchira      |
| 4   | HV     | Nahuel Ferraresi   | 19 tháng 11, 1998 (18 tuổi) | Nueva Chicago          |
| 5   | HV     | José Hernández     | 26 tháng 6, 1997 (19 tuổi)  | Caracas                |
| 6   | TV     | Christian Rivas    | 20 tháng 1, 1997 (19 tuổi)  | Estudiantes de Mérida  |
| 7   | TĐ     | José Balza         | 10 tháng 9, 1997 (19 tuổi)  | Carabobo               |
| 8   | TV     | Yangel Herrera     | 7 tháng 1, 1998 (19 tuổi)   | Atlético Venezuela     |
| 9   | TĐ     | Ronaldo Peña       | 10 tháng 3, 1997 (19 tuổi)  | Las Palmas Atlético    |
| 10  | TV     | Yeferson Soteldo   | 30 tháng 6, 1997 (19 tuổi)  | Huachipato             |
| 11  | TĐ     | Ronaldo Chacón     | 18 tháng 2, 1998 (18 tuổi)  | Caracas                |
| 12  | TM     | Joel Graterol      | 13 tháng 2, 1997 (19 tuổi)  | Carabobo               |
| 13  | HV     | Sandro Notaroberto | 10 tháng 3, 1998 (18 tuổi)  | Zulia                  |
| 14  | TV     | Heber García       | 27 tháng 3, 1997 (19 tuổi)  | Deportivo La Guaira    |
| 15  | TV     | Daniel Saggiomo    | 15 tháng 5, 1997 (19 tuổi)  | Caracas                |
| 16  | TV     | Ronaldo Lucena     | 27 tháng 2, 1997 (19 tuổi)  | Zamora                 |
| 17  | HV     | Josua Mejías       | 9 tháng 6, 1997 (19 tuổi)   | Carabobo               |
| 18  | TV     | Luis Ruiz          | 3 tháng 8, 1997 (19 tuổi)   | Zulia                  |
| 19  | TĐ     | Antonio Romero     | 16 tháng 1, 1997 (20 tuổi)  | Deportivo Lara         |
| 20  | HV     | Ronald Hernández   | 21 tháng 9, 1997 (19 tuổi)  | Zamora                 |
| 21  | HV     | Juan García        | 11 tháng 10, 1998 (18 tuổi) | Aragua                 |
| 22  | TM     | Rafael Sánchez     | 1 tháng 2, 1998 (18 tuổi)   | Deportivo Táchira      |
| 23  | TV     | Sergio Córdova     | 9 tháng 8, 1997 (19 tuổi)   | Caracas                |